# Lied-Gletscher
Der Lied-Gletscher ist ein Gletscher auf der Insel Heard. Er liegt unmittelbar nördlich des Kap Arkona an der Südwestseite der Insel.
Das Antarctic Names Committee of Australia (ANCA) benannte ihn nach Nils T. Lied, Funker und Wetterbeobachter der Australian National Antarctic Research Expeditions auf der Heard-Insel in den Jahren 1951 und 1963.